# Aeròdrom de Hatfield
L'Aeròdrom de Hatfield (codi IATA: HTF, codi OACI: EGTH) fou un aeròdrom privat i una fàbrica d'aeronaus situat a la localitat anglesa de Hatfield (Hertfordshire) des del 1930 fins al seu tancament i posterior reconversió a la dècada del 1990. Tenia dues pistes: una de formigó de 1.823 m de longitud i una d'herba de 670 m. Fou construït per De Havilland, que el 1960 passà a formar part de Hawker Siddeley. Al seu torn, el 1977 aquesta empresa es convertí en part de British Aerospace, que fou propietària de les instal·lacions fins al seu tancament.

## Història
Geoffrey de Havilland, pioner en el disseny d'avions i fundador de de Havilland Aircraft Company va adquirir algunes terres de cultiu properes a Hatfield com el seu lloc actual a Stag Lane, Edgware s'estava envaint per l'ampliació de promocions d'habitatges dels barris de Londres. Els vols van començar el 1930, però els edificis de la casa club i les instal·lacions recreatives adjacents, les bombes de combustible i els hangars no es van completar fins al 1933.
El codi ICAO, EGTH, va ser posteriorment reassignat a l'Aeròdrom d'Old Warden a Bedfordshire.
El 1934 es van dur a terme obres significatives a la zona, una gran fàbrica i grans edificis administratius d'Art Deco es van construir junt amb un edifici d'una escola de vol que també allotjava el control de vol. Posteriorment, es va afegir un bloc experimental al nord de la fàbrica. La producció d'avions es va traslladar des de Stag Lane i durant aquell temps va consistir principalment en una sèrie de petits biplans com la família Moth, DH.84 Dragon, DH.86 Express i DH.89 Dragon Rapide.
Durant la Segona Guerra Mundial, de Havilland va ser destacat pel seu caça bombarder Mosquito, els famosos 'Wooden wonder'. Es va desenvolupar de forma privada a Salisbury Hall, fora de Hatfield per evitar ser atacat pels bombarders alemanys. El propi lloc Hatfield era camuflat però va ser bombardejat el 3 d'octubre de 1940 per un Junkers Ju 88. Quatre bombes van colpejar l'edifici '94 shop', matant a 77 persones, ferint-n'he 25 i va interrompre el treball amb el Mosquito.
El Junkers 88 va ser colpejat i abatut pels militars a les mans d'un canó Bofors al camp d'aviació comandat pel Sgt 'Mont' Chapman, caient prop d'East End Green Hertfordshire: la tripulació va sobreviure i va ser capturada per treballadors agrícoles locals.
Una pista dura va ser construïda el 1947. L'expansió de les instal·lacions va ser requerida pel ràpid desenvolupament de l'aviació civil i militar com el Vampire i el Comet. La fàbrica es va ampliar amb un nou hangar de proves i una torre de control. A més, es va construir un gran bloc de disseny al costat dels edificis administratius.
De Havilland havia estat desenvolupant i fabricant hèlixs i motors de pistons, a més de carcasses d'aeronaus. Després de la guerra, la companyia de motors va continuar desenvolupant motors de reacció, amb proves realitzades a Manor Road i la producció a prop de Leavesden. L'empresa d'hèlixs va desenvolupar coets, míssils guiats i el míssil balístic britànic, el Blue Streak. Les instal·lacions de producció, instal·lacions de proves, túnels de vent, dipòsits d'aigua, hangars i un edifici d'administració es van localitzar a la zona de Manor Road, al costat oposat de la pista principal a les fàbriques de les aeronaus.
De Havilland Aircraft Company va ser adquirida per Hawker Siddeley el 1960 i el nom de Havilland va deixar d'utilitzar-se el 1963. A Hatfield, l'aeronau Trident i el DH.125 es trobaven en desenvolupament a principis dels anys seixanta, amb la producció del posterior lloc a la resta de fàbrica de Havilland a Hawarden. Els estudis de disseny d'avions de transport regional que finalment conduiran al HS.146 es van dur a terme així com estudis per a una aeronau paneuropea, el HBN.100 finalment es convertiria en l'europeu Airbus A300. Hatfield va tornar a canviar de titularitat quan Hawker Siddeley es va fusionar amb British Aircraft Corporation i Scottish Aviation sota Aircraft and Shipbuilding Industries Act per formar British Aerospace el 1978. Això va suposar el progrés del programa 146 que va salvar molts llocs de treball a Hatfield i va assegurar el lloc com a centre de disseny i producció d'avions comercials durant la pròxima dècada.
El 146 va volar per primer cop el 1981 i la producció d'alguns components, el muntatge final i les proves de vol de les dues primeres sèries de l'avió van ser basades a Hatfield durant a principis i mitjans dels vuitanta. El 1987, es va construir una nova sala d'assemblatge final per a la producció del 146 que coincidís amb la introducció del derivat estirat 146-300. Un desenvolupament posterior va provocar la demolició dels edificis del club de vol dels anys trenta per donar pas al desenvolupament dels blocs d'oficines de Bishop Square, construït el 1991 i nomenat en honor del dissenyador del Comet R.E. Bishop.
El 1992, a causa de greus problemes financers, British Aerospace va anunciar la cessació de la producció d'avions a Hatfield a partir de 1993. En aquest punt, el treball a la zona de Manor Road, que havia entrat a formar part de BAe Dynamics, s'havia acabat i aquest lloc es va enderrocar. El divendres 8 d'abril de 1994, va ser l'últim dia de Hatfield com a camp d'aviació, quan un DH Chipmunk – el tipus que havia fet el primer aterratge a la nova pista, va ser també l'últim avió que es va enlairar de la pista principal, seguit d'un DH Tiger Moth –transportant una bandera De Havilland– que es va enlairar de la gespa al costat de la pista.
El camp d'aviació es va tancar, però posteriorment va ser utilitzat per la pel·lícula Salvem el soldat Ryan i la sèrie de televisió Band of Brothers.

## Remodelació
La remodelació de la zona principal de l'aeròdrom va començar a finals dels anys noranta. Només els edificis tipus Grade II* s'han mantingut, com els hangars de proves de vol i els edificis administratius dels anys 50; tots els altres edificis, els carrers de rodatge i la pista van ser retirats per donar lloc a oficines, empreses i habitatges. Avui en dia, l'hangar de proves de vol sobreviu com a centre d'oci, mentre que la resta del lloc es divideix entre la Universitat de Hertfordshire, habitatges i un parc empresarial.

## Heritage Trail / Ruta patrimonial
El Hatfield Aerodrome History Trail, una ruta històrica es va inaugurar oficialment el 24 de novembre de 2010. Forma part d'un projecte del Heritage Lottery Fund per la Universitat de Hertfordshire per celebrar el 80 aniversari de l'obertura del camp d'aviació per part de de Havilland Aircraft Company.
La ruta compta amb 4 km de llarg i dura uns 90 minuts per caminar; hi ha una versió més curta de 3 km i triga uns 60 minuts. Al voltant de la pista hi ha deu panells d'informació. El primer panell, i el començament de la pista, es troba fora del de Havilland Campus de la Universitat de Hertfordshire (els orígens de la universitat es remunten al de Havilland Technical School). Hi ha disponible un fulletó amb un mapa de la ruta a la recepció.

## Per a més informació
- Hatfield Aerodrome, a history, Philip J. Birtles, 1993, ISBN 0-9521613-0-3
- Airfield Focus: 45 Hatfield, Graham M. Simons, ISBN 1-870384-87-3